# South Shore (Kentucky)
Pour les articles homonymes, voir South Shore.
South Shore est une ville américaine située dans le comté de Greenup, dans le Kentucky. Selon le recensement de 2020, sa population est de 1 066 habitants.